# Csanhu-Dáró
 Csanhu-Dáró, vagy Chanhu-daro az Indus-völgyi civilizációhoz tartozó régészeti lelőhely. A lelőhely 130 kilométerre délre található Mohendzsodárotól, a mai pakisztáni Sindh területén. A település i. e. 4000 és 1700 között volt lakott, és úgy tartják, hogy a karneolgyöngyök gyártásának központja volt. Ez a lelőhely három alacsony halom csoportja, amelyekről az ásatások kimutatták, hogy egyetlen, körülbelül 7 hektáros település részei voltak.
Csanhu-Dárót először N. G. Majumdar ásatta ki 1931 márciusában, majd 1935-36 téli terepszemléjén az Amerikai Indiai és Iráni Tanulmányok Iskolája és a bostoni Museum of Fine Arts, Ernest John Henry Mackay vezette csapata. A Pennsylvaniai Egyetem professzora, W. Norman Brown jelentős szerepet játszott abban, hogy a projekthez szükséges pénzeszközök rendelkezésre álltak. Pakisztán függetlenné válása után Mohammed Rafique Mughal is végzett feltáró munkát a területen.
2015 óta a régészeti ásatásokat a Francia Régészeti Misszió az Indus-medencében (MAFBI) végzi, Aurore Didier (CNRS) vezetésével. Az ásatásokat a pakisztáni kormány régészeti és múzeumi minisztériumával és a szindhi kormány kulturális minisztériumával együttműködve végzik.

## Történelmi jelentősége
- Indus-völgyi helyszínek:

Csanhu-Dáró az indusvölgyi civilizáció egyik legfontosabb lelőhelye. Eddig több mint 2800, az indusvölgyii civilizációhoz tartozó lelőhelyet azonosítottak, melyek közül Csanhu-Dáró az egyik nagyobb lelőhely. Az utóbbi időben azonban az ásatások ezen a helyszínen nem folynak, ami a helyszínről származó hozzájárulások csökkenéséhez vezetett. A helyszín sivatagos területen fekszik, de úgy vélik, hogy az Indus folyó a helyszín közelében folyt. Az Indus folyó, amelyet a poszt-harappai védikus írásokban „Szaraszvati” néven is ismertek, a feltételezések szerint az i. e. 2. évezred során megváltoztatta folyását, ami a Csanhu-Dáróban és a Szaraszvati partján található több száz lakóhelyen az életet nagyon megnehezítette. Az ott élő embereknek valószínűleg el kellett hagyniuk lakóhelyüket, és úgy gondolják, hogy az Indus megváltozott folyása az egyik oka ezen lakóhelyek (városoknak és falvaknak) hanyatlásának, ami viszont hozzájárult az Induscölgyi civilizáció hanyatlásához.

## Korai ásatások
Csanhu-Dáró a mai Indus folyómedertől mintegy 12 mérföldre keletre található. Csanhu-Dáró-t 1931-ben N. G. Majumdar indiai régész vizsgálta. Megállapította, hogy ez az ősi város több szempontból is nagyon hasonlított Harappához és Mohendzsodárohoz, mint például a várostervezés, épületek elrendezése stb.
A lelőhelyen az 1930-as évek közepén az American School of Indic and Iranian Studies és a bostoni Szépművészeti Múzeum ásatásokat végzett, ahol az ősi város számos fontos részletét vizsgálták.

## Városrendezés
A házak építéséhez széles körben használtak égetett téglát Csanhu-Dáróban és Mohendzsodároban. Több építményt pedig műhelyként vagy ipari negyedként azonosítottak, Csanhu-Dáró néhány épülete pedig raktár lehetett.

## Ipari tevékenység
Csanhu-Dáróban kagylómegmunkálásra utaló nyomokat is találtak, ezen a helyszínen valószínűleg karpereceket és merőkanalakat készítettek. A harappai pecséteket általában a nagyobb városokban, mint Harappa, Mohendzsodáro és Csanhu-Dáró készítették, amelyek a közigazgatási hálózathoz tartoztak.

## Talált leletek

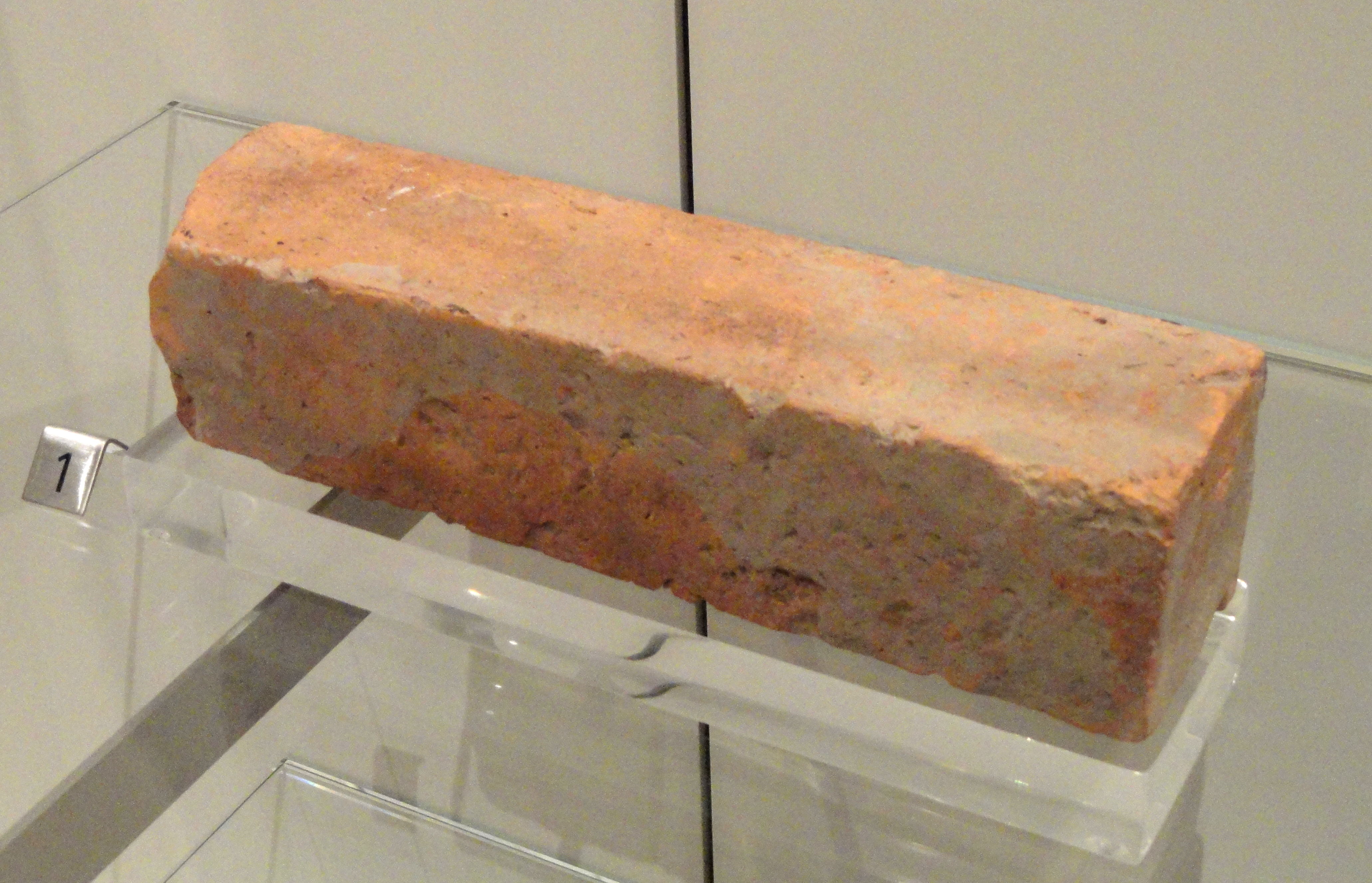
Terrakotta tégla a pakisztáni Chanhu Dáróból (Royal Ontario Museum, Toronto)

Réz késeket, lándzsákat, borotvákat, szerszámokat, fejszéket és edényeket találtak, ami miatt Ernest Mackay ezt a helyet a „Brit Birodalom Sheffieldjének” nevezte el. Réz horgokat is találtak ezen a helyen. Terrakotta szekérmodelleket, egy kis terrakotta madarat, amely fújáskor sípként működik, valamint tányérokat és edényeket találtak. Férfi lándzsadobó vagy táncos - egy törött szobor (4,1 cm) nagy jelentőségű, amelyet Csanhu-Dáróban találtak, és ma a bostoni Museum of Fine Artsban, az USA-ban látható. Chanhu-dárót az egyik pecsétgyártó központnak is tartották. A kézműves termelés mértéke Csanhu-Dáróban sokkal nagyobbnak tűnik, mint Mohendzsodáróban, talán a fél várost elfoglalta ez a tevékenység.

## Gyöngykészítő üzem
Csanhu-Dáróban egy lenyűgöző, gyöngykészítő gyárként elismert műhelyt találtak, amelyhez egy kemence is tartozott Kagyló karpereceket, sokféle anyagból készült gyöngyöket, szteatit pecséteket és fémműveket gyártottak Csanhu-Dáróban.
A legkülönfélébb anyagokat használták itt a gyöngyök készítéséhez, a drágakövektől, mint a karneol, jáspis, kvarc; fémektől, mint az arany, réz és bronz; sőt kagyló, terrakotta (égetett agyag) vagy fajansz (szilícium-dioxid vagy homok, amelyet gumival és színnel kevertek, majd kiégettek). Ezek a gyöngyök különböző formákban készültek, mint például korong, hengeres, gömb alakú, szegmentált vagy hordószerű. Az olyan puhább anyagokat, mint a szteatit, könnyen lehetett formázni, míg más kőzeteket szteatitporból készült pasztával dolgoztak meg, hogy különböző formájú gyöngyöket készítsenek. A keményebb kövekből geometrikus gyöngyöket készítettek.

## Mezőgazdasága
A Dél-Afrikában őshonos szezámot számos harappai lelőhelyről ismerik, köztük Csanhu-Dáróból is, valószínűleg olajáért termesztették. Csanhu-Dáróban borsót is termesztettek.

## Jelentősége
Az indus írást tekintve a ||/ jel csak a Csanhu-Dáróban talált feliratokon található. Tizenegy tárgyon fordult elő (a Csanhu-Dáróból előkerült feliratos tárgyak mintegy hatodán), ami Asko Parapola azon feltételezéséhez vezetett, hogy a város nevét jelentheti.
Ezüst- vagy bronztárgyakon megőrződött pamutszövet-nyomok ismertek Csanhu-Dáróból, Harappából és Rakhigarhiból.
Vasból készült tárgyakat jelentettek Csanhu-dáróból, Aharból, Rajasthanból és Mundigakból, és ez azért válik fontossá, mert azt állítják, hogy a vasat a 3. évezredben állították elő Dél-Ázsiában.

## Bibliográfia
- Aurore Didier. Nouvelles recherches sur les débuts de la Civilisation de l'Indus (2500-1900 av. n. è.) au Pakistan. Les fouilles de Chanhu-Dáro (Sindh). Comptes-rendus des séances de l'Académie des inscriptions et belles-lettres, Paris : Durand : Académie des inscriptions et belles-lettres, 2017, Comptes rendus des séances de l'année 2017,, Avril à juin, pp. 947–980.
- Aurore Didier, David Sarmiento Castillo, Pascal Mongne, Syed Shakir Ali Shah.
- Ernest Mackay: Chanhu-daro excavation, 1935–36. (American Oriental Series, 20. kötet ) American Oriental Society, New Haven 1943
- Mortimer Wheeler: The Indus Civilization. (Cambridge University Press, Cambridge 1953) harmadik kiadás: Book Club Associates, London 1972, 56–59. oldal

## Fordítás
Ez a szócikk részben vagy egészben  a   Chanhudaro című angol Wikipédia-szócikk fordításán alapul.  Az eredeti cikk szerkesztőit annak laptörténete sorolja fel. Ez a jelzés csupán a megfogalmazás eredetét és a szerzői jogokat jelzi, nem szolgál a cikkben szereplő információk forrásmegjelöléseként.